# FK Dinamo Minsk (féminines)
Maillots
Le Dynamo-BGU Minsk (en biélorusse : Жаночы футболны клуб Дынама-БДУФК) est un club biélorusse de football féminin fondé en 2020 et basé à Minsk, la capitale du pays.
Il est affilié au FK Dinamo Minsk.

## Histoire
Le club est fondé en 2020 et participe dès sa première saison au championnat Biélorusse, qu'il remporte avec 20 victoires, 1 nul et aucune défaite avec 119 buts marqués et 4 encaissés. La même année le Dinamo Minsk gagne également la Coupe de Biélorussie.
Le 15 mars 2021, le Dinamo remporte la  Supercoupe en battant le FK Minsk 4 à 0.

## Palmarès
| Compétitions nationales |
| --- |
| - Championnat de Biélorussie : (5) - Champion : 2020, 2021, 2022, 2023, 2024 - Coupe de Biélorussie : (5) - Vainqueur : 2020, 2021, 2022, 2023, 2024 - Supercoupe de Biélorussie : (3) - Vainqueur : 2021, 2022 et 2023 |